# Katsuragi
Katsuragi (jap. 葛城市  Katsuragi-shi) – miasto w Japonii, na wyspie Honsiu, w prefekturze Nara.

## Położenie
Miasto leży w zachodniej części prefektury, graniczy z miastami:
- Yamatotakada
- Gose
- Kashiba

oraz miasteczka w prefekturze Osaka: Taishi, Kanan, Chihaya-Akasaka.

## Historia
Nowoczesne miasto Katsuragi powstało 1 października 1953 roku.